# Педро Кастильский (сеньор де Ледесма)
Педро Кастильский (исп. Pedro de Castilla; июнь 1260, Севилья — 20 октября 1283, Ледесма) — кастильский инфант (принц), сеньор де Ледесма, Альба-де-Тормес, Сальватьера, Галистео, Гранадилья и Миранда-дель-Кастаньяр.

## Биография
Родился в июне 1260 года в Севилье. Четвертый сын Альфонсо X Мудрого (1221—1284), короля Кастилии и Леона (1252—1284), и Виоланты Арагонской (1236—1301).
В конце 1274 года инфант Педро вместе со своей матерью, братьями Хуаном и Хайме и дядей Мануэлем сопровождал своего отца Альфонсо X, который, через Валенсию и Францию отправился в Германию, чтобы короноваться императором Священной Римской империи.
Инфант Педро был назначен своим отцом Альфонсо X командующим кастильской армией во время неудачной осады Альхесираса (1278—1279). В конце 1279 года Педро получил во владение от короля виллу и замок Кабра в провинции Кордова, в награду за его участие в неудачной осаде Альхесираса.
В начале 1280 года инфант Педро присутствовал вместе со всеми своими братьями и дядей, инфантом Мануэлем, на ассамблее в Бадахосе, где обсуждались планы военной кампании против Гранадского эмирата.
Летом 1281 года Педро Кастильский принял участие в военной кампании, которую Альфонсо X организовал против Гранадского эмирата. В этой военной кампании принимали участие его братья Санчо и Альфонсо Фернандес.
Когда его старший брат, наследный принц Фердинанд де ла Серда (1255—1275), скончался раньше своего отца, Педро поддержал своего следующего брата инфанта Санчо (1258—1295), вопреки желанию своего отца, который назначил своим преемником сына Фердинанда, инфанта Альфонсо де ла Серда (1270—1324). После смерти Фердинанда де ла Серды на кастильский стали претендовать его малолетние сыновья, инфанты Альфонсо де ла Серда и Фернандо де ла Серда, пользовавшиеся поддержкой их деда, короля Кастилии Альфонсо X. Инфант Санчо, третий сын Альфонсо X, после смерти своего старшего брата Фердинанда де ла Серды, также стал претендовать на кастильский трон. В конце 1281 года инфанты, братья Педро и Хуан Кастильские, встретились в Санчо в Кордове и обязались поддерживать его в борьбе с их отцом Альфонсо X.
С 1282 года инфант Педро Кастильским владел сеньориями Ледесма, Гранадилья, Миранда-дель-Кастаньяр, Галистео и Монтемайор-дель-Рио. 5 марта 1282 года инфант Педро участвовал со своими братьями Хуаном и Санчо на собрании в Леоне, где старший из братьев, Санчо, подтвердил совету Леона, его рыцарям и жителями все привилегии, предоставленные ранее им королями Альфонсо IX, Фердинандом III и Альфонсо X.
20 апреля 1282 года на ассамблее в Вальядолиде, где присутствовал инфант Педро, Альфонсо X был лишен всех своих полномочий и доходов сторонниками инфанта Санчо, хотя он продолжал сохранять титул короля. Летом того же года инфанты Педро и Хуан Кастильские перешли на сторону своего отца Альфонсо X. Согласно Хронике Альфонсо X, король пообещал передать своему сыну инфанту Педро Королевство Мурсию с титулом короля и королевскими прерогативами, потребовав от него перестать поддерживать инфанта Санчо.
Инфант Санчо, получив информацию о предательстве своего младшего брата, двинулся на Ледесму, где находился его инфант Педро, и предложил последнему должность старшего канцлера и виллу Тордесильяс. Инфант Педро обязался сохранить верность старшему брату Санчо, но продолжал вести тайные переговоры со сторонниками своего отца.
С 1282 года инфант Педро занимал должность старшего канцлера Кастилии и Леона, получив эти должности в качестве награды за поддержку своего старшего брата Санчо в его восстании против их отца.
В своем завещании, которое король Альфонсо X составил в Севилье 8 ноября 1282 года, он лишил наследства инфантов Педро, Хуана и Хайме и возложил на своего старшего сына Санчо ответственность за их участие в восстании против короны.
Инфант Педро Кастильский скончался в Ледесме в октябре 1283 года. Инфант Педро был похоронен в монастыре Сан-Франсиско-де-Вальядолид, который был разрушен в 1837 году.

## Брак и дети
В 1281 году инфант Педро Кастильский в Бургосе женился на Маргарите Нарбоннской, дочери виконта Аймери IV Нарбоннского (ок. 1250—1298) и Сибиллы де Фуа. У них был один сын:
- Санчо де Кастилия эль-де-ла-Пас (1283—1312, Ледесма), сеньор де Ледесма (1283—1312), не оставив потомства.

Кроме того, у Педро был незаконнорожденный сын:
- Санчо Перес де Пас (1280—1314), сеньор де лос Корралес-де-ла-Калле-де-ла-Руа-де-Саламанка.